# 苏联最高苏维埃民族院
苏联最高苏维埃民族院（俄语：Совет Национальностей Верховного Совета СССР），简称民族院（俄语：Совет Национальностей），是根据1936年苏联宪法在苏联最高苏维埃下设的两院之一，类似西方国家的参议院或者上议院。

## 成员选举
按民族地区的选区的人民代表和社会团体的人民代表中，选举每个加盟共和国11名代表、每个自治共和国4名代表，每个自治州2名代表，每个自治专区1名代表。

## 历任民族院主席
- 尼古拉·什维尔尼克（1938年1月12日－1946年3月12日）
- 瓦西里·瓦西里耶维奇·库兹涅佐夫（1946年3月12日－1950年6月12日）
- 茹马拜·沙亚赫梅托夫（1950年6月12日－1954年4月20日）
- 维利斯·拉齐斯（1954年4月20日－1958年3月27日）
- 亚尼斯·佩韦（1958年3月27日－1966年8月2日）
- 尤斯塔斯·帕列茨基斯（1966年8月2日－1970年7月14日）
- 亚德加尔·纳斯里丁诺娃（1970年7月14日－1974年7月25日）
- 维塔利·鲁边（1974年7月25日－1984年4月11日）
- 奥古斯特·沃斯（1986年4月11日－1989年5月25日）
- 拉菲克·尼沙诺夫（1989年6月6日-1991年9月5日）

1991年10月29日-12月26日改称苏联最高苏维埃共和国院
- 主席：阿努阿尔别克·阿利姆扎诺夫